# Гроус Појнт Фармс (Мичиген)
Гроус Појнт Фармс (енгл. Grosse Pointe Farms) град је у америчкој савезној држави Мичиген. По попису становништва из 2010. у њему је живело 9.479 становника.

## Демографија
Према попису становништва из 2010. у граду је живело 9.479 становника, што је 285 (2,9%) становника мање него 2000. године.
| Група             | 2000.         | 2010.         |
| Белци             | 9.429 (96,6%) | 8.905 (93,9%) |
| Афроамериканци    | 63 (0,6%)     | 169 (1,8%)    |
| Азијати           | 110 (1,1%)    | 119 (1,3%)    |
| Хиспаноамериканци | 108 (1,1%)    | 188 (2,0%)    |
| Укупно            | 9.764         | 9.479         |